# Anton Žun
Anton Žun, slovenski pravnik, sociolog, politolog, sodnik, prevajalec, urednik in univerzitetni profesor, * 19. februar 1917, Lovran (Hrvaška), † 8. januar 1978, Kranj.

## Življenje in delo
Rodil se je v Lovranu v družini carinika Lovra in Josipine Žun. Gimnazijo je obiskoval v Ljubljani (1927/28) in na Sušaku (Reka, Hrvaška), kjer je 1935 maturiral; istega leta se je vpisal na ljubljansko Pravno fakulteto, kjer 1940 diplomiral in 1941 doktoriral. Odvetniški pripravnik je bil na Reki (1941-45), od 1942 sodeloval v NOB. Po osvoboditvi je bil od 1945 profesor na Srednji ekonomski šoli v Ljubljani, od 1951 sodnik okrajnega sodišča (od 1955 tudi predsednik) v Radovljici in od 1959 okrožnega sodišča v Ljubljani. Leta 1960 je postal svetnik pri glavnem odboru SZDL Slovenije. 
Univerzitetno kariero je začel leta 1959 z vključitvijo v študijsko in raziskovalno delo na tedaj ustanovljenem Inštitutu za sociologijo pri Univerzi v Ljubljani (gl. Kroflič, 1999) in z zaposlitvijo l. 1962 na Oddelku za sociologijo, ki je bil l. 1960 ustanovljen na Filozofski fakulteti Univerze v Ljubljani (gl. Lešnik, 2011). Leta 1962 je bil izvoljen za docenta, 1967 za izrednega in 1973 za rednega profesorja za občo sociologijo. Od 1962 do prezgodnje smrti (1978) je na Oddelku predaval Občo sociologijo II (Sociologija družbenih struktur), Družbeni sistem SFRJ in Sociologijo prava. Oddelek je kot predstojnik vodil 12 let (1964–76); 1966–68 je bil tudi prodekan FF, 1970-72 predsednik njenega sveta, 1975–77 pa še prorektor Univerze v Ljubljani in glavni urednik vseh njenih publikacij. 
Leta 1963 se je strokovno izpopolnjeval na Gramscijevem inštitutu v Rimu ter na univerzitetnih inštitutih s področja sociologije in prava na Dunaju (1966), Parizu, Firencah idr. Z referati se je udeležil strokovnih srečanj, npr. 1962 kongresa pravnikov Slovenije v Mariboru  (uvodni referat), 1965 simpozija politologov v Ljubljani (Problemi partije v novejši teoriji italijanskih komunistov, 1966). Preučeval je občo sociologijo, teme iz ustavnega prava in politologije ter vprašanja sodobne države in spremembe v njeni strukturi; raziskoval je razmerja med elitami in demokracijo ter funkcije prava pri reševanju socialnih konfliktov, uveljavljanju pravičnosti in samoupravnih odnosov. Je avtor okoli 40 člankov o teoriji in sociologiji države in prava, več učbenikov in priročnikov (Pravo, 1951; Temelji družbene in državne ureditve FLRJ, 1960; Država. O funkciji, tipu in obliki države, 1963; Struktura in značilnosti jugoslovanske družbe, 1975; uredil je učbenika Sociologija. Izbor tekstov, 1962 in Sociologija, Izbor odlomkov, 1964). Prevajal je iz italijanske marksistične misli in uredil Izbrana dela Gramscija (1974), Togliattija (1976) in Labriole (1977).   
Žun je bil s svojim študijskim in raziskovalnim delom eden izmed osrednjih akterjev vzpostavitve sociologije kot študijske discipline na Slovenskem, saj je aktivno sodeloval (skupaj  z Borisom Ziherlom, Ludvikom Čarnijem in Marjanom Britovškom) pri konstituiranju in profiliranju Oddelka za sociologijo znotraj Filozofske fakultete Univerze v Ljubljani. Še posebej sta pomembna njegova izvirna prispevka pri povezovanju sociologije in prava ter sociologije in politologije, s katerima je posledično tlakoval pot - tako sociologiji prava kot politični sociologiji (sociologiji politike) - v slovenski univerzitetni prostor. Najpomembnejši pa je njegov prispevek k sociologiji prava, zlasti na področju družbenih izvorov in učinkov pravnih norm; z raziskovanjem in opredeljevanjem problemskega sklopa sociologije prava je postal eden od njenih utemeljiteljev na Slovenskem (Igličar, 2001) ter bil tudi redni član Inštituta za sociologijo prava v Bruslju.  
Žun je bil med ustanovitelji revije Anthropos in član uredniškega odbora (1969-78). Aktivno je sodeloval tudi v strokovnih društvih pravnikov, sociologov in politologov; mdr. je bil član predsedstva Zveze društev pravnikov Slovenije, član častnega razsodišča slovenskega sociološkega in politološkega društva ter jugoslovanskega združenja za sociologijo. Prejel je zlato plaketo, najvišje priznanje Univerze v Ljubljani (1977) in državno odlikovanje red zaslug za ljudstvo s srebrnimi žarki (1978). Leta 2014 so izšli njegovi Izbrani spisi z glavnim naslovom Sociologija prava – Sociologija – Politična sociologija, opremljeni s spremnimi besedili Avgusta Lešnika (ki jih je tudi izbral in uredil), Albina Igličarja (Prof. dr. Anton Žun na začetkih sociologije prava v Sloveniji, str. 19–26), Rudija Rizmana (Sociologija države Antona Žuna in Ralpha Milibanda, str. 183–187) in Igorja Lukšiča (Mesto Antona Žuna v razpravi o civilni družbi pri Gramsciju, 317–323). »Prvo celovito recepcijo Gramscijevega koncepta 'civilne družbe' najdemo pri Antonu Žunu  iz l. 1961. Tudi v svetovnem merilu je Žunova recepcija med prvimi« (Lukšič, v Žun, 2014, str. 319). 